# ジョセフ・ングテ
ジョセフ・ディオン・ングテ（英語: Joseph Dion Ngute, 1954年3月12日 - ）は、カメルーンの政治家、法学者。2009年から長期に渡って、首相だったフィレモン・ヤンの後任として、2019年に同国第9代首相となった。

## 来歴
カメルーン南西部のボンゴン・バロンビで生まれた。1966年から1971年まで、ングテはブエアの政府公認バイリンガル高校で学び、Aレベルを取得している。1973年から1977年まで、ヤウンデ大学の大学院に在学し、法律の学位を取得。1977年から1978年まで、ングテはロンドンのクイーンメアリー大学に入学し、法律の修士号を取得した。そして、1978年から1982年まで、ングテはイギリスのウォリック大学で法学の博士号を取得。
1980年から10年間、ヤウンデ第二大学で教鞭を取っていた。1986年、ングテは国立行政司法センターの副所長に任命され、1991年には国立行政司法学校の校長となった。1997年、ングテは政界進出を果たし、対外関係大臣の大臣代表を務めた。2018年3月、ングテは大統領府特命担当大臣に任命された。
ングテは南西部の英語圏地域出身で、地域の酋長も務める。